# Satz von Artin-Rees
Der Satz von Artin-Rees, benannt nach Emil Artin und David Rees, ist ein Satz aus der kommutativen Algebra. Er trifft eine Aussage über Produkte von Potenzen von Idealen eines noetherschen Rings und endlich erzeugten Moduln. Der Satz kann verwendet werden, um eine gewisse Topologie eines Untermoduls als Relativtopologie nachzuweisen.

## Formulierung des Satzes
Es sei {\displaystyle {\mathfrak {a}}\subset R} ein Ideal in einem kommutativen, noetherschen Ring {\displaystyle R}. Weiter seien {\displaystyle M} ein endlich erzeugter {\displaystyle R}-Modul und {\displaystyle N\subset M} ein Untermodul. Dann gibt es eine Zahl {\displaystyle k\in \mathbb {N} }, so dass für alle {\displaystyle i\geq k} gilt:
{\displaystyle {\mathfrak {a}}^{i}M\cap N={\mathfrak {a}}^{i-k}({\mathfrak {a}}^{k}M\cap N)}.

## Anwendungen
Ist {\displaystyle M} ein beliebiger {\displaystyle R}-Modul, so definieren die Potenzen
{\displaystyle {\mathfrak {a}}^{1}M\supset {\mathfrak {a}}^{2}M\supset {\mathfrak {a}}^{3}M\supset \ldots }
eine Nullumgebungsbasis in {\displaystyle M} und damit eine Topologie, die sogenannte {\displaystyle {\mathfrak {a}}}-adische Topologie. In dieser ist eine Menge {\displaystyle U\subset M} genau dann offen, wenn es zu jedem {\displaystyle x\in U} ein {\displaystyle i\in N} gibt mit {\displaystyle x+{\mathfrak {a}}^{i}M\subset U}. In der Situation obigen Satzes tragen also {\displaystyle M} und der Untermodul {\displaystyle N} die {\displaystyle {\mathfrak {a}}}-adische Topologie, {\displaystyle N} trägt als Teilmenge aber auch die Relativtopologie der {\displaystyle {\mathfrak {a}}}-adischen Topologie von {\displaystyle M}. Mit Hilfe des Satzes von Artin-Rees ist es nun nicht mehr schwer, die Gleichheit dieser beiden Topologien auf {\displaystyle N} zu zeigen.
Der Satz von Artin-Rees kann auch dazu verwendet werden, den Durchschnittssatz von Krull zu beweisen.